# Germaine Greerová
Germaine Greerová (narozena 29. ledna 1939) je australská spisovatelka a novinářka, jedna z nejvýznamnějších osobností feministického hnutí ve dvacátém století. Je autorkou mnoha známých knih. Nejznámější je Eunuška (The Female Eunuch), publikovaná roku 1970, která se stala mezinárodním bestsellerem. Její knihy jsou společensky provokativní, nicméně většina z nich je také velmi uznávaná.

## Život a vzdělání
Germaine Greerová se narodila v Melbourne 29. ledna 1939. Po vystudování klášterní školy Hvězda moře začala studovat na pedagogické fakultě Melbournské univerzity, kde roku 1956 získala bakalářský titul. Po promoci se přestěhovala do Sydney, kde se stala členkou levicové anarchistické organizace Sydney Push, která kromě jiného odmítala monogamii.
V 60. letech se Greerová přestěhovala do Londýna, kde začala přispívat do časopisu Private Eye a pod pseudonymem také do časopisu Oz. V roce 1963 získala doktorát a začala učit na univerzitě v Cambridge. Ve své disertační práci se věnovala raným shakespearovským komediím a během svého působení se stala historicky první řádnou (ženskou) členkou prestižního studentského divadla Footlights. Roku 1968 získala titul Ph. D.
V roce 1989 se vrátila na Cambridge jako lektorka anglické literatury. Později přešla na univerzitu ve Warwicku, kde učí dosud. Působí na katedře anglické a komparativní literatury.
Získala několik čestných doktorátů z univerzit po celém světě.

## Osobní život
V roce 1968 se provdala za Paula de Feu, britského spisovatele, konstruktéra a malíře žijícího v Londýně. Jejich manželství však nebylo příliš šťastné a roku 1973 se rozvedli.
Po roce 1970, kdy publikovala knihu Eunuška, cestovala po světě a v projevech a televizních vystoupeních podporovala feministické hnutí. Na Novém Zélandu byla pro užití vulgarismů v těchto vystoupeních zatčena.
O životě a díle Greerové vznikla i biografie, kterou sepsala australská novinářka Christine Wallaceová. Knihu s názvem Nezkrotná saň (Germaine Greer, Untamed Shrew) z roku 1997 však Greerová neautorizovala a vyjádřila se k ní velmi kriticky.

## Dílo a styl
Greerová napsala nebo se podílela na více než 20 titulech. Má za sebou i bohatou publikační činnost, její sloupky vychází v The Sunday Times, The Guardian, The Independent nebo The Oldie. Greerová publikovala také pod pseudonymy Dr. G, Rose Blight a Earth Rose.
Její texty spojuje téma feminismu a ženské sexuality. Její názory jsou často kontroverzní až provokativní.
- 1970: Eunuška (The Female Eunuch)
- 1979: The Obstacle Race: The Fortunes of Women Painters and Their Work
- 1984: Sex and Destiny: The Politics of Human Fertility
- 1986: Shakespeare
- 1989: Daddy, We Hardly Knew You
- 1991: The Change: Women, Ageing and the Menopause
- 1995: Slip-Shod Sibyls: Recognition, Rejection and the Woman Poet
- 1999: The Whole Woman
- 2003: The Boy
- 2007: Shakespeare's Wife
- 2008: On Rage
- 2013: White Beech: The Rainforest Years
- 2018: On Rape